# حروب ميثراداس
كانت حروب ميثراداس عبارة عن ثلاثة صراعات شُنت في روما ضد مملكة البنطس وحلفائها بين عامي 88 و63 قبل الميلاد. سُميت الحروب نسبةً إلى ميثراداس السادس، ملك البنطس الذي بدأ الأعمال العدائية بعد ضم مقاطعة آسيا الرومانية إلى إمبراطورية البنطس (التي جاءت لتشمل معظم آسيا الصغرى) وارتكب مذابح ضد السكان الرومانيين المحليين عُرفت باسم «صلاة الغروب الآسيوية». حين أُرسلت القوات الرومانية لاستعادة الأراضي، واجهوا انتفاضة في اليونان منظمة ومدعومة من قِبل ميثراداس. كان ميثراداس قادرًا على تدبير مثل هذه الثورات العامة ضد روما وحرض قضاة حزب الأوبتيميتس ضد قضاة حزب البيبولاريس في الحروب الأهلية الرومانية. ومع ذلك، انتهت الحرب الأولى بانتصار روماني، أكدته معاهدة داردانوس التي وقعها لوسيوس سولا وميثراداس. أعيدت اليونان إلى الحكم الروماني وكان من المتوقع أن تعود البنطس إلى الوضع السابق للحرب في آسيا الصغرى.
باعتبار أن معاهدة داردانوس طُبقت بالكاد في آسيا الصغرى، قرر الجنرال الروماني مورينا (المسؤول عن استعادة السيطرة على الأراضي الرومانية في آسيا) شن حرب ثانية ضد البنطس. أدت الحرب الثانية إلى هزيمة رومانية وأعطت قوة دافعة لميثراداس، الذي شكّل تحالفًا بعد ذلك مع ديكرانوس الكبير، ملك الملوك الأرمني. كان ديكرانوس صهر ميثراداس وكان يسيطر على الإمبراطورية الأرمنية التي تضم أراضي في الشرق الأدنى. فازت إمبراطورية البنطس في معركة تشالسيدون في عام 74 قبل الميلاد وقدمت الدعم لقراصنة قيليقية الذي هاجموا التجارة الرومانية، وسرعان ما بدأت الحرب الثالثة.
بالنسبة للحرب الثالثة، أرسل الرومان القنصل لوكولوس للقتال ضد أرمينيا والبنطس. فاز لوكولوس في معركة كابيرا ومَعْرَكة تيغرانوسَيرتاْ ولكن تقدمه أُحبط بعد معركة أرتكساتا ومعركة زيلا. وفي الوقت نفسه، كانت حملة بومبي ضد قراصنة قيليقية في البحر الأبيض المتوسط ناجحة وعُيّن بومبي من قِبل مجلس الشيوخ ليحل محل لوكولوس. تسببت حملات بومبي اللاحقة في انهيار الإمبراطورية الأرمينية في الشرق الأدنى (مع سيطرة القوات الرومانية على سوريا وفلسطين) وتأكيد السيطرة الرومانية على الأناضول والبنطس وجميع مناطق شرق البحر الأبيض المتوسط تقريبًا. استسلم ديكرانوس وأصبح ملكًا تابعًا لروما. بعد أن طُورد وجُرّد من ممتلكاته، قُتل ميثراداس على يد خادم له في بلد أجنبي. دُمجت مملكته السابقة مع الأرض التي ورثها أحد أعدائه، وهي بيثينيا، لتشكيل مقاطعة بيثينيا والبنطس، والتي أحبطت مستقبلًا أي مُدّعٍ لعرش البنطس.

## قائمة الحروب

### حرب ميثراداس الأولى
بدأت الحرب ميثراداس الأولى (88-85 قبل الميلاد) بإعلان الحرب من قبَل مجلس الشيوخ. كان سبب الحرب هو مذابح «صلاة الغروب الأسيوية»، على الرغم أن القليل يزعمون أن الحرب أُعلنت قبل المذابح؛ أي أن المذابح كانت رد فعل وليست سببًا. أُعطي القنصل لوسيوس كورنيليوس سولا عدة فيالق جديدة من «الحرب الاجتماعية» لتنفيذ الأمر الرسمي بعد أن تلقى التفويض بالقرعة.

### حرب ميثراداس الثانية
كانت الجيوش الرومانية بقيادة لوسيوس ليسينيوس مورينا. انتهت الحرب بشكل غير حاسم بعد هزيمة رومانية، والانسحاب بناءً على أوامر سولا.

### حرب ميثراداس الثالثة
كانت الجيوش الرومانية بقيادة لوسيوس ليسينيوس لوكولوس (75-66 قبل الميلاد) ثم بقيادة بومبي (66-63 قبل الميلاد). انتهت الحرب بانتصار روماني وموت ميثراداس السادس في عام 63 قبل الميلاد.